# Устье Тулоксы
У́стье Ту́локсы (карел. Jovensuu) — деревня в составе Ильинского сельского поселения Олонецкого национального района Республики Карелия.

## География
Расположена в 33 км к западу от Олонца, в устье реки Тулокса на восточном берегу Ладожского озера.

## Транспорт

### Автомобильное сообщение
Через деревню проходит автодорога 86К-8 (Олонец — Питкяранта — Леппясилта).

### Железная дорога
На территории деревни расположен остановочный пункт 141 км железнодорожной линии Лодейное Поле — Янисъярви.

## Достопримечательности
В окрестностях деревни у устья реки Тулокса находится объект культурного наследия регионального значения — памятное место, где 23 и 25 июня 1944 года Ладожской военной флотилией были высажены десанты моряков 70 и 3 морских стрелковых бригад, обеспечивших успешное продвижение войск 7 армии. В 1972 году в память об этой операции, известной как Тулоксинская десантная операция, в 3 км от деревни у железнодорожного переезда в сторону Видлицы был установлен памятный знак.

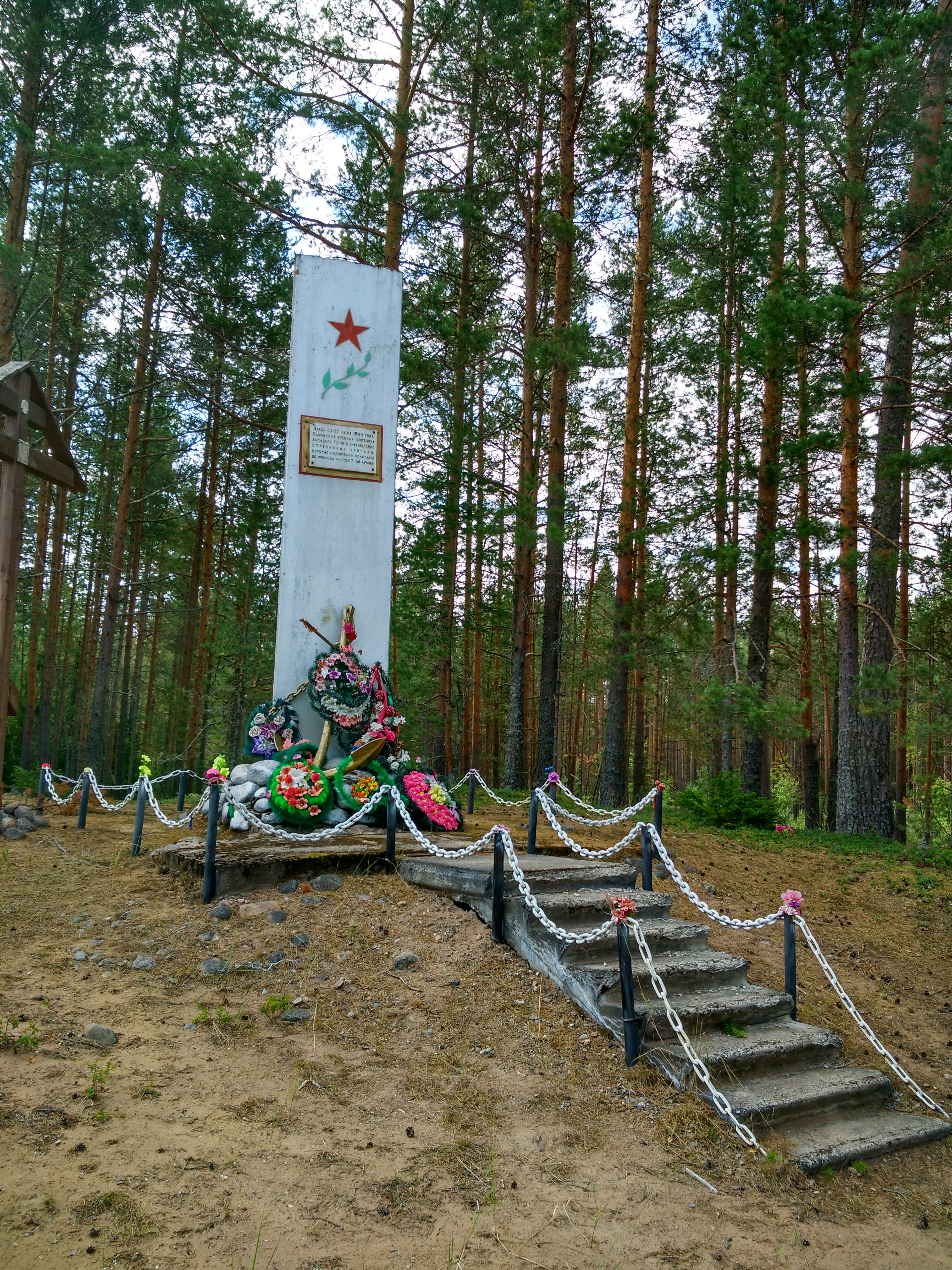
Памятник Тулоксинскому десанту

## Население
| 2002 | 2009 | 2010 | 2013 |
| ---- | ---- | ---- | ---- |
| 323  | ↘235 | ↗240 | ↘228 |

## Улицы
- Школьный переулок

- Лесная улица

- Речная улица

- улица Мурзанова

- Сплавная улица

- Шоссейная улица

- Набережная улица

- Средняя улица